# Лукьяновка (Таращанский район)
Лукья́новка (укр. Лук’янівка) — село, входит в Таращанский район Киевской области Украины.
Село было образовано в 1734 году.
Население по переписи 2001 года составляло 785 человек. Почтовый индекс — 09540. Телефонный код — 4566. Занимает площадь 4,174 км². Код КОАТУУ — 3224483601.

## Местный совет
09540, Київська обл., Таращанський р-н, с.Лук’янівка